# Dąbie (województwo pomorskie)
Dąbie (kaszub. Dąbié; niem. Dampen) – wieś kaszubska w Polsce na Pojezierzu Bytowskim położona w województwie pomorskim, w powiecie bytowskim, w gminie Bytów przy 212. Wieś jest siedzibą sołectwa Dąbie w którego skład wchodzi również miejscowość Dąbki.
W latach 1975–1998 miejscowość administracyjnie należała do województwa słupskiego.
W miejscowości działało Państwowe Gospodarstwo Rolne Dąbie.

## Archeologia
W 2016 archeolodzy odkryli na terenie wsi cmentarzysko grobów ciałopalnych kultury łużyckiej i początków kultury pomorskiej, datowane wstępnie na lata 750-550 p.n.e.

## Zabytki
- dwór z XIX w., piętrowy o wydłużonej bryle z trzema wystawkami na osi i narożnymi pawilonami, przekształcony i przebudowany na obiekt hotelowy[5].